# 1-(5-Fosforibozil)-5-((5-fosforibozilamino)metilideneamino)imidazol-4-karboksamid izomeraza
1-(5-Fosforibozil)-5-((5-fosforibozilamino)metilideneamino)imidazol-4-karboksamid izomeraza (EC 5.3.1.16, N-(5'-fosfo-D-ribozilformimino)-5-amino-1-(5-fosforibozil)-4-imidazolkarboksamid izomeraza, fosforibozilformiminoaminofosforibozilimidazolekarboksamid izomeraza, N-(fosforibozilformimino) aminofosforibozilimidazolkarboksamid izomeraza, 1-(5-fosforibozil)-5-((5-fosforibozilamino)metilideneamino)imidazol-4-karboksamid ketol-izomeraza) je enzim sa sistematskim imenom 1-(5-fosforibozil)-5-((5-fosforibozilamino)metilideneamino)imidazol-4-karboksamid aldoza-ketoza-izomeraza. Ovaj enzim katalizuje sledeću hemijsku reakciju
1-(5-fosforibozil)-5-[(5-fosforibozilamino)metilideneamino]imidazol-4-karboksamid {\displaystyle \rightleftharpoons } 5-[(5-fosfo-1-dezoksiribuloz-1-ilamino)metilideneamino]-1-(5-fosforibozil)imidazol-4-karboksamid

## Literatura
- Nicholas C. Price; Lewis Stevens (1999). Fundamentals of Enzymology: The Cell and Molecular Biology of Catalytic Proteins (Third изд.). USA: Oxford University Press. ISBN 019850229X.
- Eric J. Toone (2006). Advances in Enzymology and Related Areas of Molecular Biology, Protein Evolution (Volume 75 изд.). Wiley-Interscience. ISBN 0471205036.
- Branden C; Tooze J. Introduction to Protein Structure. New York, NY: Garland Publishing. ISBN 0-8153-2305-0.
- Irwin H. Segel. Enzyme Kinetics: Behavior and Analysis of Rapid Equilibrium and Steady-State Enzyme Systems (Book 44 изд.). Wiley Classics Library. ISBN 0471303097.
- William P. Jencks (1987). Catalysis in Chemistry and Enzymology. Dover Publications. ISBN 0486654605.

## Spoljašnje veze
- 1-(5-phosphoribosyl)-5-((5-phosphoribosylamino)methylideneamino)imidazole-4-carboxamide+isomerase на 